# Telma Madeira
Telma Madeira (Póvoa de Varzim, Portugal; 27 de diciembre de 1999) es una modelo, actriz y reina de belleza portuguesa, ganadora del concurso Miss Universo Portugal 2022. Ella representó a Portugal en el certamen Miss Universo 2022, realizado en Nueva Orleans, Luisiana, Estados Unidos, donde finalizó en el Top 16.
Madeira fue anteriormente ganadora de Miss Tierra Portugal 2018 y terminó en el Top 8 en Miss Tierra 2018.

## Concurso de belleza

### Miss Reina Portugal 2017
Madeira compitió en Miss Póvoa de Varzim 2017, donde ganó el título. Después de ganar el título local de Miss Póvoa de Varzim 2017, Madeira representó a Póvoa de Varzim en el concurso Miss Queen Portugal 2017 que tuvo lugar en Viana do Castelo el 23 de septiembre de 2017. Ganó el título de Miss Terra Portugal 2018.

### Miss Tierra 2018
Después de ganar la competencia nacional, Madeira representó a Portugal en Miss Tierra 2018, que tuvo lugar en el SM Mall of Asia Arena, Pasay, Filipinas, el 3 de noviembre de 2018, donde se clasificó entre las 8 mejores.

### Miss Universo 2022
Madeira fue designada por el franquiciado nacional para competir en el certamen Miss Universo 2022 que se llevó a cabo en Nueva Orleans, Luisiana, Estados Unidos.